# John Babbacombe Lee
Pour les articles homonymes, voir Lee.
John Henry George Lee, surnommé John Babbacombe Lee ou l'homme qu'on ne pouvait pendre, né en 1864 à Abbotskerswell dans le comté de Devon (Angleterre) et mort le 19 mars 1945, est un anglais connu pour avoir échappé par trois fois à sa pendaison.

## Biographie
John Lee est accusé en 1885 du meurtre d'Emma Keyse à Babbacombe, près de Torquay le 15 novembre 1884. Bien que les preuves fussent maigres, tenant principalement au fait que Lee était le seul homme dans la maison au moment du meurtre, à son casier judiciaire antérieur et à la présence d’une coupure inexpliquée sur son bras, il a été condamné à mort par pendaison.
Le 23 février 1885, sa sentence devait être appliquée à la prison d'Exeter. Cependant, bien que minutieusement vérifié par le bourreau James Berry, le mécanisme de la trappe de l’échafaud ne se déclenche pas trois fois de suite. Sa sentence est alors commuée en prison à vie.
En 1890, l’avocat de John Lee, Reginald Gwynne Templer, avoue sur son lit de mort le meurtre d’Emma après que celle-ci l’ait surpris sortant de la chambre d’Elizabeth, une des femmes vivant au manoir, enceinte et donc en relation hors mariage avec Reginald. Afin d’éviter les conséquences inévitables sur sa carrière, celui-ci asséna un coup de machette sur la tête d’Emma avant de l’achever avec un couteau de cuisine. Il aspergea toutes les pièces du manoir avec de l’huile de cuisson et alluma le feu. Sa culpabilité n’a jamais pu être vérifiée. 
Vingt-deux ans plus tard, John Lee est libéré ; les circonstances de son décès et son lieu restant incertains, sa supposée tombe à Milwaukee indique 1945.

## Adaptations
L'histoire de John Lee a inspiré plusieurs adaptations cinématographiques :
- The Life Story of John Lee, or The Man They Could Not Hang (en), de Robert Scott, 1912[3] ;
- The Life Story of John Lee, or The Man They Could Not Hang (en), d'Arthur W. Sterry (en), 1921[4] ;
- L'homme qu'on ne pouvait pendre, de Lucas Vaco, 2013[5].

Elle a aussi été adaptée en musique par le groupe britannique de folk rock Fairport Convention sur l'album "Babbacombe" Lee, sorti en 1971.